# 段德彰
段德彰（1913年—1999年），江西于都人，中国人民解放军将领、中国人民解放军少将。
毕业于瑞金红军学校。1968年，接替方正平，担任南海舰队政治委员。1983年，由王昕接任。1955年，授中国人民解放军少将军衔。